# Syli guinéen
Pour les articles homonymes, voir GNS.

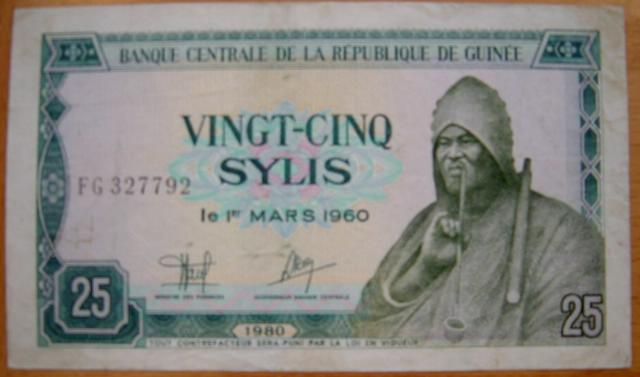
Billet de 25 syils

Le syli guinéen est l'ancienne monnaie officielle de la République de Guinée entre 1971 et 1985. Il était divisée en 100 cauris. 
Le mot maninkakan syli signifie « éléphant » et le mot cauri fait référence à l'ancestrale Monetaria moneta ou porcelaine-monnaie du même nom. 
Fin 1971, le syli remplaçait le franc guinéen au taux de 1 syli = 10 francs. 
Des pièces de monnaie de 50 cauris, 1, 2 et 5 sylis furent frappées en aluminium. La première série de billets produite en 1971 comprenait des coupures de 10, 25, 50 et 100 sylis. Une seconde série fut imprimée en 1980, avec des couleurs différentes et quatre nouvelles dénominations : 1, 2, 5 et 500 sylis, ce dernier comportant un portrait de Josip Broz Tito.  
En 1985, le syli est remplacé par le franc guinéen au taux de 1 pour 1.